# Syllabogramme
 (signalé en juillet 2025).
Si vous disposez d'ouvrages ou d'articles de référence ou si vous connaissez des sites web de qualité traitant du thème abordé ici, merci de compléter l'article en donnant les références utiles à sa vérifiabilité et en les liant à la section « Notes et références ».
- Archive Wikiwix
- Bing
- Cairn
- DuckDuckGo
- E. Universalis
- Gallica
- Google
- G. Books
- G. News
- G. Scholar
- Persée
- Qwant
- (zh) Baidu
- (ru) Yandex
- (wd) trouver des œuvres sur Wikidata

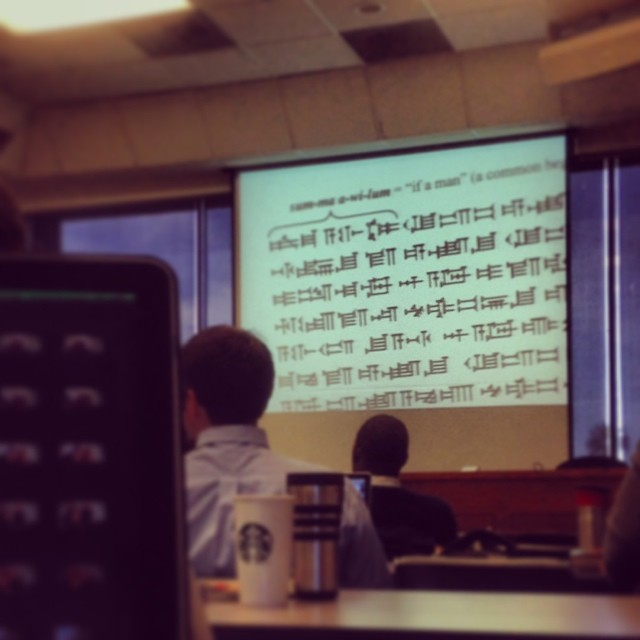
Syllabogrammes de l'akkadien.

Un syllabogramme est un signe graphique employé pour transcrire une syllabe d'un mot. 
Il s'agit de l'unité de base des syllabaires et des abugidas. Le syllabogramme est donc au syllabaire et à l'abugida ce que la lettre est à l'alphabet.
Le syllabaire inuktitut, qui est en fait un abugida, est un exemple de système qui emploie les syllabogrammes.